# Liste der Biografien/Yv
Liste der Biografien |
Portal Biografien |
Personensuche
# |
A |
B |
C |
D |
E |
F |
G |
H |
I |
J |
K |
L |
M |
N |
O |
P |
Q |
R |
S |
T |
U |
V |
W |
X |
Y |
Z |
?
 
Ya |
Yb |
Yc |
Yd |
Ye |
Yf |
Yg |
Yh |
Yi |
Yk |
Yl |
Ym |
Yn |
Yo |
Yp |
Yr |
Ys |
Yt |
Yu |
Yv |
Yw |
Yx |
Yz
Die Liste der Biografien führt alle Personen auf, die in der deutschsprachigen Wikipedia einen Artikel haben. Dieses ist eine Teilliste mit 24 Einträgen von Personen, deren Namen mit den Buchstaben „Yv“ beginnt.

## Yv

### Yva
- Yva (1900–1942), deutsche FotografinYva (1900–1942)

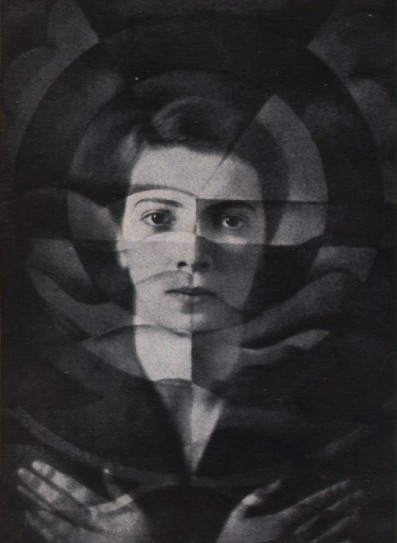
Yva (1900–1942)

- Yvain, Maurice (1891–1965), französischer Komponist
- Yvaral (1934–2002), französischer Maler und kinetischer Künstler
- Yvars Bravo, Ada, spanische Architektin

### Yve
- Yvel, Albert (* 1927), französischer Boxer
- Yver, Jacques (1520–1572), französischer Erzähler
- Yver, Pierre (* 1947), französischer Automobilrennfahrer
- Yvert, Sylvie (* 1964), französische Romanautorin
- Yves de Bellême, römisch-katholischer Bischof von Sées
- Yves, Édouard (* 1907), belgischer Fechter
- Yvette, Erin (* 1992), US-amerikanische Synchronsprecherin

### Yvi
- Yvinec, Daniel (* 1963), französischer Jazzmusiker, Musikproduzent und Autor

### Yvo
- Yvon, Adolphe (1817–1893), französischer Maler
- Yvon, Carlo (1798–1854), italienischer Komponist, Musikpädagoge und Oboist
- Yvon, Claude (1714–1789), französischer Theologe und Enzyklopädist
- Yvon, Henri (1873–1963), französischer Romanist und Sprachwissenschaftler
- Yvon, Jacques (1903–1979), französischer theoretischer Physiker
- Yvon, Jean-François (* 1958), französischer Autorennfahrer
- Yvon, Maurice (1857–1911), französischer Architekt
- Yvon, Paul (* 1949), österreichischer Journalist
- Yvon, Pierre (1646–1707), pietistischer Prediger und Autor
- Yvonne-Aimée de Jésus (1901–1951), französische Nonne und Mystikerin
- Yvonneck (1874–1929), französischer Chansonsänger und Filmschauspieler
- Yvoy, Maximilien d’ (1621–1686), niederländischer Festungsbaumeister, Schiffbauer und Kartograf